# Pontefella
Pontefella è il nome italianizzato di Pontafel, la metà orientale dell’abitato di Pontebba e già comune separato fino all’avvento del fascismo.

## Storia

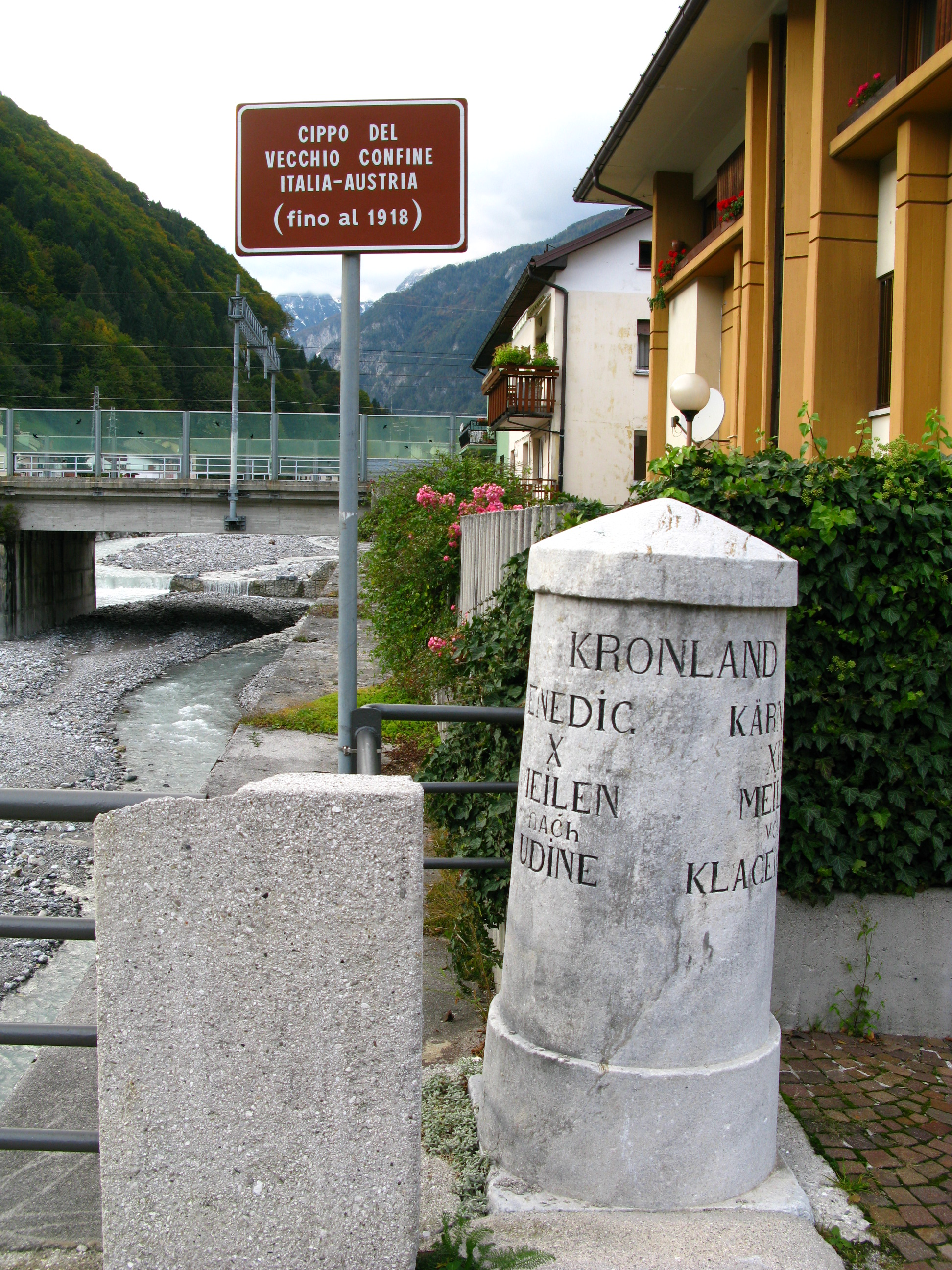
Cippo del vecchio confine

L’odierna Pontebba si caratterizzò fin dal medioevo per essere attraversata dal confine fra la Repubblica di Venezia e il Sacro Romano Impero, che venne collocato sul torrente oggi chiamato Pontebbana affluente del Fella, il fiume che costeggia la località. Tale demarcazione era leggermente vantaggiosa per gli imperiali rispetto al confine naturale della sella di Camporosso. A cominciare dal nome della parte veneziana, che si storpiò rispetto a quello originale unico derivato da Ponte sul Fella, anche il confine tra le famiglie di lingua romanica e germanica era particolarmente evidente qui, come descrivono i resoconti di viaggio del XVIII e XIX secolo. Sul lato destro del ruscello di Pontebba c'era la Pontebba veneziana, dall'aspetto urbano, caratterizzata da alti edifici in pietra con tetti di tegole, e sulla sinistra il villaggio carinziano, caratterizzato da case di legno con tetti a scandole.
Nel 1900 Pontafel, la parte austriaca della cittadina, contava 804 abitanti. Di questi, 744 erano tedeschi (93%), 12 di lingua slovena (1%) e 48 italiani (6%).
Nel 1874 il telegrafo arrivò a Pontafel. L'apertura di una stazione telegrafica statale con "servizi diurni limitati" ebbe luogo contemporaneamente ad altri luoghi minori della monarchia.
Quando fu annessa all'Italia dopo la prima guerra mondiale, Pontefella ricevette il nome Pontebba Nuova nel 1923 e fu unita a Pontebba il 15 agosto 1924.
Il 20 settembre 1928, il comune precedentemente indipendente di Laglesie San Leopoldo (Leopoldskirchen) fu incorporato anch’esso a Pontebba.
Il declino della popolazione (1911: 4 591 abitanti, 1951: 3 931 abitanti, 2005: 1 768 abitanti) non è neppure dovuto alla situazione economica del comune, ma in parte all’esodo della popolazione tedesca.